# Tetiana Pyłypczuk
Tetiana Jarosławiwna Pyłypczuk, ukr. Тетяна Ярославівна Пилипчук (ur. 10 lutego 2004 w Krzemieńcu) – ukraińska skoczkini narciarska. Medalistka mistrzostw kraju, uczestniczka mistrzostw świata.

## Przebieg kariery
We wrześniu 2016 zadebiutowała w cyklu FIS Cup. W zawodach w Râșnovie zajęła 13. i 14. miejsce. W sierpniu 2019 w swoim pierwszym starcie w Letnim Pucharze Kontynentalnym zajęła 16. pozycję w zawodach w Szczuczyńsku. Wystartowała na Zimowych Igrzyskach Olimpijskich Młodzieży 2020, na których zajęła 28. lokatę, jak również na Mistrzostwach Świata Juniorów 2020, gdzie była 55. indywidualnie i 15. w drużynie mieszanej. W lutym 2020 zadebiutowała w kwalifikacjach do zawodów Pucharu Świata, nie uzyskując awansu do konkursu głównego w Ljubnie.
Wystartowała na Mistrzostwach Świata w Narciarstwie Klasycznym 2021. Odpadła w kwalifikacjach do zawodów indywidualnych na skoczni normalnej, w których zajęła przedostatnią, 56. pozycję.
Na Mistrzostwach Świata Juniorów 2022 zajęła 23. miejsce indywidualnie. 12 marca 2022 w Oberhofie zadebiutowała w konkursie głównym Pucharu Świata, zajmując 39. pozycję. Konkurs indywidualny Zimowego Olimpijskiego Festiwalu Młodzieży Europy 2022 ukończyła na 10. miejscu.
W lipcu 2022 zadebiutowała w Letnim Grand Prix, w zawodach w Wiśle zajmując 26. i 24. miejsce. W sezonie 2022/2023 Pucharu Świata dwukrotnie wystąpiła w konkursie głównym. Najwyżej klastyfikowana była na 40. miejscu, w grudniu 2022 w Titisee-Neustadt. Na Mistrzostwach Świata Juniorów 2023 zajęła 37. pozycję indywidualnie i 14. w drużynie mieszanej. Wystąpiła też na seniorskich Mistrzostwach Świata w Narciarstwie Klasycznym 2023. Indywidualnie w kwalifikacjach do zawodów na skoczni normalnej zajęła 54. lokatę, nie uzyskując awansu do konkursu głównego, a w drużynie mieszanej zajęła 15. miejsce.
Na Igrzyskach Europejskich 2023 indywidualnie zajęła 34. miejsce na skoczni normalnej i 37. na dużej, a konkurs drużyn mieszanych ukończyła na 10. lokacie. Na Mistrzostwach Świata Juniorów 2024 zajęła 38. pozycję indywidualnie, 12. w zespole kobiecym i 11. w mieszanym. Na Mistrzostwach Świata w Narciarstwie Klasycznym 2025 odpadła w kwalifikacjach do obu konkursów indywidualnych, a w drużynie mieszanej zajęła 14. miejsce.
Zdobywała medale mistrzostw Ukrainy: indywidualnie złoty w 2021, zimą 2022 (dwukrotnie) i latem 2022, srebrny w 2020, 2023 i dwukrotnie w 2024 oraz brązowy dwukrotnie latem 2023, a w drużynie mieszanej złoty latem 2022 oraz srebrny latem 2023 i zimą 2024.

## Mistrzostwa świata
| Miejsce | Dzień     | Rok  | Miejscowość | Skocznia            | Punkt K | HS     | Konkurs      | Skok 1 | Skok 2 | Nota                 | Strata                   | Zwycięzca                |
| ------- | --------- | ---- | ----------- | ------------------- | ------- | ------ | ------------ | ------ | ------ | -------------------- | ------------------------ | ------------------------ |
| NQ      | 25 lutego | 2021 | Oberstdorf  | Schattenbergschanze | K-95    | HS-106 | indywid.     | 59,5 m | 59,5 m | 40,1 pkt             | Nie zakwalifikowała się. | Nie zakwalifikowała się. |
| NQ      | 23 lutego | 2023 | Planica     | Srednja skakalnica  | K-95    | HS-102 | indywid.     | 71,0 m | 71,0 m | 58,4 pkt             | Nie zakwalifikowała się. | Nie zakwalifikowała się. |
| 15.     | 26 lutego | 2023 | Planica     | Srednja skakalnica  | K-95    | HS-102 | druż. miesz. | 63,5 m | –      | 316,4 pkt (51,4 pkt) | 700,8 pkt                | Niemcy                   |
| NQ      | 28 lutego | 2025 | Trondheim   | Granåsen            | K-94    | HS-102 | indywid.     | 71,5 m | 71,5 m | 55,2 pkt             | Nie zakwalifikowała się. | Nie zakwalifikowała się. |
| 14.     | 5 marca   | 2025 | Trondheim   | Granåsen            | K-124   | HS-138 | druż. miesz. | 60,0 m | –      | 198,7 pkt (0,0 pkt)  | 821,7 pkt                | Norwegia                 |
| NQ      | 7 marca   | 2025 | Trondheim   | Granåsen            | K-124   | HS-138 | indywid.     | 75,0 m | 75,0 m | 9,9 pkt              | Nie zakwalifikowała się. | Nie zakwalifikowała się. |

## Mistrzostwa świata juniorów
| Miejsce | Dzień     | Rok  | Miejscowość    | Skocznia              | Punkt K | HS     | Konkurs      | Skok 1 | Skok 2 | Nota                 | Strata    | Zwycięzca          |
| ------- | --------- | ---- | -------------- | --------------------- | ------- | ------ | ------------ | ------ | ------ | -------------------- | --------- | ------------------ |
| 55.     | 5 marca   | 2020 | Oberwiesenthal | Fichtelbergschanzen   | K-95    | HS-105 | indywid.     | 57,5 m | –      | 4,4 pkt              | 234,5 pkt | Marita Kramer      |
| 15.     | 8 marca   | 2020 | Oberwiesenthal | Fichtelbergschanzen   | K-95    | HS-105 | druż. miesz. | 62,5 m | –      | 239,7 pkt (46,7 pkt) | 783,6 pkt | Austria            |
| 23.     | 3 marca   | 2022 | Zakopane       | Średnia Krokiew       | K-95    | HS-105 | indywid.     | 81,5 m | 82,5 m | 161,2 pkt            | 79,3 pkt  | Nika Prevc         |
| 37.     | 2 lutego  | 2023 | Whistler       | Whistler Olympic Park | K-95    | HS-104 | indywid.     | 69,0 m | –      | 53,1 pkt             | 207,6 pkt | Alexandria Loutitt |
| 14.     | 5 lutego  | 2023 | Whistler       | Whistler Olympic Park | K-95    | HS-104 | druż. miesz. | 59,5 m | –      | 185,8 pkt (35,9 pkt) | 734,4 pkt | Słowenia           |
| 38.     | 7 lutego  | 2024 | Planica        | Srednja skakalnica    | K-95    | HS-102 | indywid.     | 80,5 m | –      | 86,4 pkt             | 179,9 pkt | Tina Erzar         |
| 12.     | 9 lutego  | 2024 | Planica        | Srednja skakalnica    | K-95    | HS-102 | druż.        | 78,0 m | –      | 282,0 pkt (72,6 pkt) | 624,5 pkt | Słowenia           |
| 11.     | 11 lutego | 2024 | Planica        | Srednja skakalnica    | K-95    | HS-102 | druż. miesz. | 81,5 m | –      | 345,8 pkt (79,8 pkt) | 584,4 pkt | Austria            |

## Igrzyska olimpijskie młodzieży
| Miejsce | Dzień       | Rok  | Miejscowość | Skocznia   | Punkt K | HS    | Konkurs  | Skok 1 | Skok 2 | Nota      | Strata    | Zwyciężczyni   |
| ------- | ----------- | ---- | ----------- | ---------- | ------- | ----- | -------- | ------ | ------ | --------- | --------- | -------------- |
| 28.     | 19 stycznia | 2020 | Prémanon    | Les Tuffes | K-81    | HS-90 | indywid. | 63,0 m | 63,0 m | 120,1 pkt | 109,5 pkt | Anna Szpyniowa |

## Igrzyska europejskie
| Miejsce | Dzień      | Rok  | Miejscowość | Skocznia        | Punkt K | HS     | Konkurs      | Skok 1 | Skok 2 | Nota                 | Strata    | Zwyciężczyni               |
| ------- | ---------- | ---- | ----------- | --------------- | ------- | ------ | ------------ | ------ | ------ | -------------------- | --------- | -------------------------- |
| 34.     | 27 czerwca | 2023 | Zakopane    | Średnia Krokiew | K-95    | HS-105 | indywid.     | 67,0 m | –      | 55,6 pkt             | 207,0 pkt | Jacqueline Seifriedsberger |
| 10.     | 29 czerwca | 2023 | Zakopane    | Średnia Krokiew | K-95    | HS-105 | druż. miesz. | 65,5 m | –      | 242,9 pkt (39,1 pkt) | 696,4 pkt | Austria                    |
| 37.     | 30 czerwca | 2023 | Zakopane    | Wielka Krokiew  | K-125   | HS-140 | indywid.     | 78,0 m | –      | 22,5 pkt             | 254,9 pkt | Nika Križnar               |

## Zimowy olimpijski festiwal młodzieży Europy
| Miejsce | Dzień    | Rok  | Miejscowość | Skocznia     | Punkt K | HS     | Konkurs  | Skok 1 | Skok 2 | Nota      | Strata   | Zwyciężczyni |
| ------- | -------- | ---- | ----------- | ------------ | ------- | ------ | -------- | ------ | ------ | --------- | -------- | ------------ |
| 10.     | 24 marca | 2022 | Lahti       | Salpausselkä | K-90    | HS-100 | indywid. | 84,0 m | 79,0 m | 187,0 pkt | 68,5 pkt | Nika Prevc   |

## Puchar Świata

### Miejsca w poszczególnych konkursach indywidualnychPucharu Świata
stan po zakończeniu sezonu 2024/2025
| Źródło | Źródło      | Źródło           | Źródło           | Źródło           | Źródło                 | Źródło     | Źródło  | Źródło  | Źródło      | Źródło      | Źródło      | Źródło      | Źródło       | Źródło       | Źródło      | Źródło    | Źródło     | Źródło     | Źródło     | Źródło | Źródło    | Źródło | Źródło      | Źródło      | Źródło | Źródło | Źródło | Źródło | Źródło | Źródło | Źródło | Źródło | Źródło | Źródło | Źródło | Źródło | Źródło | Źródło | Źródło | Źródło | Źródło | Źródło | Źródło | Źródło | Źródło | Źródło | Źródło | Źródło | Źródło |
| --- | ----------- | ---------------- | ---------------- | ---------------- | ---------------------- | ---------- | ------- | ------- | ----------- | ----------- | ----------- | ----------- | ------------ | ------------ | ----------- | --------- | ---------- | ---------- | ---------- | ------ | --------- | ------ | ----------- | ----------- | ------ | ------ | ------ | ------ | ------ | ------ | ------ | ------ | ------ | ------ | ------ | ------ | ------ | ------ | ------ | ------ | ------ | ------ | ------ | ------ | ------ | ------ | ------ | ------ | ------ |
| Sezon 2019/2020 |             |                  |                  |                  |                        |            |         |         |             |             |             |             |              |              |             |           |            |            |            |        |           |        |             |             |        |        |        |        |        |        |        |        |        |        |        |        |        |        |        |        |        |        |        |        |        |        |        |        |        |
| Lillehammer | Lillehammer | Klingenthal      | Sapporo          | Sapporo          | Zaō                    | Zaō        | Râșnov  | Râșnov  | Oberstdorf  | Oberstdorf  | Hinzenbach  | Hinzenbach  | Ljubno       | Lillehammer  | Lillehammer | punkty    | punkty     | punkty     | punkty     | punkty | punkty    | punkty | punkty      | punkty      | punkty | punkty | punkty | punkty | punkty | punkty | punkty | punkty | punkty | punkty |        |        |        |        |        |        |        |        |        |        |        |        |        |        |        |
| - | -           | -                | -                | -                | -                      | -          | -       | -       | -           | -           | -           | -           | q            | -            | -           | 0         | 0          | 0          | 0          | 0      | 0         | 0      | 0           | 0           | 0      | 0      | 0      | 0      | 0      | 0      | 0      | 0      | 0      | 0      |        |        |        |        |        |        |        |        |        |        |        |        |        |        |        |
| Sezon 2020/2021 |             |                  |                  |                  |                        |            |         |         |             |             |             |             |              |              |             |           |            |            |            |        |           |        |             |             |        |        |        |        |        |        |        |        |        |        |        |        |        |        |        |        |        |        |        |        |        |        |        |        |        |
| Ramsau | Ljubno      | Titisee-Neustadt | Titisee-Neustadt | Hinzenbach       | Hinzenbach             | Hinzenbach | Râșnov  | Râșnov  | Niżny Tagił | Niżny Tagił | Czajkowskij | Czajkowskij | punkty       | punkty       | punkty      | punkty    | punkty     | punkty     | punkty     | punkty | punkty    | punkty | punkty      | punkty      | punkty | punkty | punkty | punkty | punkty | punkty | punkty |        |        |        |        |        |        |        |        |        |        |        |        |        |        |        |        |        |        |
| q | q           | -                | -                | -                | -                      | -          | -       | -       | -           | -           | -           | -           | 0            | 0            | 0           | 0         | 0          | 0          | 0          | 0      | 0         | 0      | 0           | 0           | 0      | 0      | 0      | 0      | 0      | 0      | 0      |        |        |        |        |        |        |        |        |        |        |        |        |        |        |        |        |        |        |
| Sezon 2021/2022 |             |                  |                  |                  |                        |            |         |         |             |             |             |             |              |              |             |           |            |            |            |        |           |        |             |             |        |        |        |        |        |        |        |        |        |        |        |        |        |        |        |        |        |        |        |        |        |        |        |        |        |
| Niżny Tagił | Niżny Tagił | Lillehammer      | Lillehammer      | Klingenthal      | Klingenthal            | Ramsau     | Ljubno  | Ljubno  | Willingen   | Willingen   | Hinzenbach  | Hinzenbach  | Lillehammer  | Lillehammer  | Oslo        | Oslo      | Oberhof    | Oberhof    | punkty     | punkty | punkty    | punkty | punkty      | punkty      | punkty | punkty | punkty | punkty | punkty | punkty | punkty | punkty | punkty | punkty | punkty | punkty | punkty |        |        |        |        |        |        |        |        |        |        |        |        |
| - | -           | q                | q                | -                | -                      | q          | q       | q       | -           | -           | -           | -           | -            | -            | -           | -         | 39         | q          | 0          | 0      | 0         | 0      | 0           | 0           | 0      | 0      | 0      | 0      | 0      | 0      | 0      | 0      | 0      | 0      | 0      | 0      | 0      |        |        |        |        |        |        |        |        |        |        |        |        |
| Sezon 2022/2023 |             |                  |                  |                  |                        |            |         |         |             |             |             |             |              |              |             |           |            |            |            |        |           |        |             |             |        |        |        |        |        |        |        |        |        |        |        |        |        |        |        |        |        |        |        |        |        |        |        |        |        |
| Wisła | Wisła       | Lillehammer      | Lillehammer      | Titisee-Neustadt | Villach                | Villach    | Ljubno  | Ljubno  | Sapporo     | Sapporo     | Zaō         | Zaō         | Hinterzarten | Hinterzarten | Willingen   | Willingen | Hinzenbach | Hinzenbach | Râșnov     | Râșnov | Oslo      | Oslo   | Lillehammer | Lillehammer | Lahti  | punkty |        |        |        |        |        |        |        |        |        |        |        |        |        |        |        |        |        |        |        |        |        |        |        |
| q | q           | q                | q                | 40               | q                      | 48         | q       | q       | -           | -           | -           | -           | -            | -            | -           | -         | -          | -          | -          | -      | -         | -      | -           | -           | -      | 0      |        |        |        |        |        |        |        |        |        |        |        |        |        |        |        |        |        |        |        |        |        |        |        |
| Sezon 2024/2025 |             |                  |                  |                  |                        |            |         |         |             |             |             |             |              |              |             |           |            |            |            |        |           |        |             |             |        |        |        |        |        |        |        |        |        |        |        |        |        |        |        |        |        |        |        |        |        |        |        |        |        |
| Lillehammer | Lillehammer | Zhangjiakou      | Zhangjiakou      | Engelberg        | Garmisch-Partenkirchen | Oberstdorf | Villach | Villach | Sapporo     | Sapporo     | Zaō         | Zaō         | Willingen    | Lake Placid  | Lake Placid | Ljubno    | Ljubno     | Hinzenbach | Hinzenbach | Oslo   | Vikersund | Lahti  | Lahti       | punkty      | punkty | punkty | punkty | punkty | punkty | punkty | punkty | punkty | punkty | punkty | punkty | punkty | punkty | punkty | punkty | punkty | punkty | punkty |        |        |        |        |        |        |        |
| q | q           | q                | q                | q                | -                      | -          | -       | -       | q           | q           | q           | q           | -            | -            | -           | q         | q          | q          | q          | -      | -         | -      | -           | 0           | 0      | 0      | 0      | 0      | 0      | 0      | 0      | 0      | 0      | 0      | 0      | 0      | 0      | 0      | 0      | 0      | 0      | 0      |        |        |        |        |        |        |        |
| Legenda |             |                  |                  |                  |                        |            |         |         |             |             |             |             |              |              |             |           |            |            |            |        |           |        |             |             |        |        |        |        |        |        |        |        |        |        |        |        |        |        |        |        |        |        |        |        |        |        |        |        |        |
| 1 2 3 4-10 11-30 poniżej 30 dq – dyskwalifikacja q – dyskwalifikacja w kwalifikacjach q – zawodniczka nie zakwalifikowała się - – zawodniczka nie wystartowała |             |                  |                  |                  |                        |            |         |         |             |             |             |             |              |              |             |           |            |            |            |        |           |        |             |             |        |        |        |        |        |        |        |        |        |        |        |        |        |        |        |        |        |        |        |        |        |        |        |        |        |

### Miejsca w poszczególnych konkursach drużynowychPucharu Świata
stan po zakończeniu sezonu 2024/2025
| Źródło                                                                              | Źródło          | Źródło          | Źródło          | Źródło          | Źródło          | Źródło              | Źródło      | Źródło            | Źródło              |
| ----------------------------------------------------------------------------------- | --------------- | --------------- | --------------- | --------------- | --------------- | ------------------- | ----------- | ----------------- | ------------------- |
| Sezon 2024/2025                                                                     | Sezon 2024/2025 | Sezon 2024/2025 | Sezon 2024/2025 | Sezon 2024/2025 | Sezon 2024/2025 | Lillehammer (mikst) | Zaō (duety) | Willingen (mikst) | Lake Placid (mikst) |
| Sezon 2024/2025                                                                     | Sezon 2024/2025 | Sezon 2024/2025 | Sezon 2024/2025 | Sezon 2024/2025 | Sezon 2024/2025 | 11                  | 13          | -                 | -                   |
| Legenda                                                                             |                 |                 |                 |                 |                 |                     |             |                   |                     |
| 1 2 3 4-8 poniżej 8 (Duety: 1 2 3 4-12 poniżej 12) - – zawodniczka nie wystartowała |                 |                 |                 |                 |                 |                     |             |                   |                     |

### Turniej Sylwestrowy

#### Miejsca w klasyfikacji generalnej
| Sezon     | Miejsce |
| --------- | ------- |
| 2022/2023 | 58.     |

## Letnie Grand Prix

### Miejsca w klasyfikacji generalnej
| Sezon | Miejsce |
| ----- | ------- |
| 2022  | 44.     |

### Miejsca w poszczególnych konkursachLGP
stan po zakończeniu LGP 2024
| Źródło | Źródło           | Źródło           | Źródło         | Źródło            | Źródło            | Źródło            | Źródło | Źródło | Źródło | Źródło | Źródło | Źródło | Źródło | Źródło | Źródło | Źródło | Źródło | Źródło | Źródło | Źródło | Źródło | Źródło | Źródło | Źródło | Źródło | Źródło |
| --- | ---------------- | ---------------- | -------------- | ----------------- | ----------------- | ----------------- | ------ | ------ | ------ | ------ | ------ | ------ | ------ | ------ | ------ | ------ | ------ | ------ | ------ | ------ | ------ | ------ | ------ | ------ | ------ | ------ |
| 2021 |                  |                  |                |                   |                   |                   |        |        |        |        |        |        |        |        |        |        |        |        |        |        |        |        |        |        |        |        |
| Wisła 17.07 | Wisła 18.07      | Courchevel 06.08 | Frenštát 15.08 | Czajkowskij 11.09 | Czajkowskij 12.09 | Klingenthal 02.10 | punkty | punkty | punkty | punkty | punkty | punkty | punkty | punkty | punkty | punkty | punkty | punkty | punkty | punkty | punkty | punkty | punkty | punkty | punkty |        |
| q | q                | -                | q              | -                 | -                 | -                 | 0      | 0      | 0      | 0      | 0      | 0      | 0      | 0      | 0      | 0      | 0      | 0      | 0      | 0      | 0      | 0      | 0      | 0      | 0      |        |
| 2022 |                  |                  |                |                   |                   |                   |        |        |        |        |        |        |        |        |        |        |        |        |        |        |        |        |        |        |        |        |
| Wisła 23.07 | Wisła 24.07      | Courchevel 06.08 | Râșnov 17.09   | Klingenthal 02.10 | punkty            | punkty            | punkty | punkty | punkty | punkty | punkty | punkty | punkty | punkty | punkty | punkty | punkty | punkty | punkty | punkty | punkty | punkty | punkty |        |        |        |
| 26 | 24               | -                | 26             | -                 | 17                | 17                | 17     | 17     | 17     | 17     | 17     | 17     | 17     | 17     | 17     | 17     | 17     | 17     | 17     | 17     | 17     | 17     | 17     |        |        |        |
| 2024 |                  |                  |                |                   |                   |                   |        |        |        |        |        |        |        |        |        |        |        |        |        |        |        |        |        |        |        |        |
| Courchevel 13.08 | Courchevel 14.08 | Râșnov 21.09     | Râșnov 22.09   | Klingenthal 05.10 | punkty            | punkty            | punkty | punkty | punkty | punkty | punkty | punkty | punkty | punkty | punkty | punkty | punkty | punkty | punkty | punkty | punkty | punkty | punkty |        |        |        |
| - | -                | 34               | 33             | -                 | 0                 | 0                 | 0      | 0      | 0      | 0      | 0      | 0      | 0      | 0      | 0      | 0      | 0      | 0      | 0      | 0      | 0      | 0      | 0      |        |        |        |
| Legenda |                  |                  |                |                   |                   |                   |        |        |        |        |        |        |        |        |        |        |        |        |        |        |        |        |        |        |        |        |
| 1 2 3 4-10 11-30 poniżej 30 dq – dyskwalifikacja q – dyskwalifikacja w kwalifikacjach q – zawodniczka nie zakwalifikowała się - – zawodniczka nie wystartowała |                  |                  |                |                   |                   |                   |        |        |        |        |        |        |        |        |        |        |        |        |        |        |        |        |        |        |        |        |

## Puchar Interkontynentalny

### Miejsca w klasyfikacji generalnej
| Sezon     | Miejsce |
| --------- | ------- |
| 2023/2024 | 31.     |
| 2024/2025 | 72.     |

### Miejsca w poszczególnych konkursachPucharu Interkontynentalnego
stan po zakończeniu sezonu 2024/2025
| Źródło                                                                            | Źródło            | Źródło        | Źródło        | Źródło      | Źródło      | Źródło              | Źródło              | Źródło         | Źródło         | Źródło        | Źródło        | Źródło      | Źródło      | Źródło | Źródło | Źródło | Źródło | Źródło | Źródło | Źródło | Źródło | Źródło | Źródło | Źródło | Źródło | Źródło | Źródło | Źródło | Źródło | Źródło | Źródło | Źródło | Źródło | Źródło | Źródło | Źródło | Źródło | Źródło | Źródło |
| --------------------------------------------------------------------------------- | ----------------- | ------------- | ------------- | ----------- | ----------- | ------------------- | ------------------- | -------------- | -------------- | ------------- | ------------- | ----------- | ----------- | ------ | ------ | ------ | ------ | ------ | ------ | ------ | ------ | ------ | ------ | ------ | ------ | ------ | ------ | ------ | ------ | ------ | ------ | ------ | ------ | ------ | ------ | ------ | ------ | ------ | ------ |
| Sezon 2023/2024                                                                   |                   |               |               |             |             |                     |                     |                |                |               |               |             |             |        |        |        |        |        |        |        |        |        |        |        |        |        |        |        |        |        |        |        |        |        |        |        |        |        |        |
| Lillehammer                                                                       | Lillehammer       | Notodden      | Notodden      | Falun       | Falun       | Innsbruck           | Innsbruck           | Brotterode     | Brotterode     | Lahti         | Lahti         | punkty      | punkty      | punkty | punkty | punkty | punkty | punkty | punkty | punkty | punkty | punkty | punkty | punkty | punkty | punkty | punkty | punkty | punkty | punkty |        |        |        |        |        |        |        |        |        |
| 41                                                                                | 38                | 16            | 18            | 20          | 20          | 26                  | 28                  | -              | -              | 15            | 20            | 85          | 85          | 85     | 85     | 85     | 85     | 85     | 85     | 85     | 85     | 85     | 85     | 85     | 85     | 85     | 85     | 85     | 85     | 85     |        |        |        |        |        |        |        |        |        |
| Sezon 2024/2025                                                                   |                   |               |               |             |             |                     |                     |                |                |               |               |             |             |        |        |        |        |        |        |        |        |        |        |        |        |        |        |        |        |        |        |        |        |        |        |        |        |        |        |
| Zhangjiakou HS106                                                                 | Zhangjiakou HS106 | Notodden HS98 | Notodden HS98 | Falun HS100 | Falun HS100 | Bischofshofen HS142 | Bischofshofen HS142 | Eisenerz HS109 | Eisenerz HS109 | Oberhof HS100 | Oberhof HS100 | Lahti HS116 | Lahti HS116 | punkty |        |        |        |        |        |        |        |        |        |        |        |        |        |        |        |        |        |        |        |        |        |        |        |        |        |
| 25                                                                                | 27                | -             | -             | 25          | 24          | -                   | -                   | 28             | 28             | -             | -             | -           | -           | 29     |        |        |        |        |        |        |        |        |        |        |        |        |        |        |        |        |        |        |        |        |        |        |        |        |        |
| Legenda                                                                           |                   |               |               |             |             |                     |                     |                |                |               |               |             |             |        |        |        |        |        |        |        |        |        |        |        |        |        |        |        |        |        |        |        |        |        |        |        |        |        |        |
| 1 2 3 4-10 11-30 poniżej 30 dq – dyskwalifikacja - – zawodniczka nie wystartowała |                   |               |               |             |             |                     |                     |                |                |               |               |             |             |        |        |        |        |        |        |        |        |        |        |        |        |        |        |        |        |        |        |        |        |        |        |        |        |        |        |

## Letni Puchar Interkontynentalny

### Miejsca w klasyfikacji generalnej
| Sezon | Miejsce |
| ----- | ------- |
| 2023  | 26.     |
| 2024  | 61.     |

### Miejsca w poszczególnych konkursachLetniego Pucharu Interkontynentalnego
stan po zakończeniu LPI 2024
| Źródło                                                                            | Źródło             | Źródło          | Źródło          | Źródło      | Źródło      | Źródło           | Źródło           | Źródło      | Źródło      | Źródło | Źródło | Źródło | Źródło | Źródło | Źródło | Źródło | Źródło | Źródło | Źródło | Źródło | Źródło | Źródło | Źródło | Źródło | Źródło | Źródło | Źródło | Źródło | Źródło | Źródło | Źródło | Źródło | Źródło | Źródło | Źródło | Źródło | Źródło | Źródło | Źródło |
| --------------------------------------------------------------------------------- | ------------------ | --------------- | --------------- | ----------- | ----------- | ---------------- | ---------------- | ----------- | ----------- | ------ | ------ | ------ | ------ | ------ | ------ | ------ | ------ | ------ | ------ | ------ | ------ | ------ | ------ | ------ | ------ | ------ | ------ | ------ | ------ | ------ | ------ | ------ | ------ | ------ | ------ | ------ | ------ | ------ | ------ |
| 2023                                                                              |                    |                 |                 |             |             |                  |                  |             |             |        |        |        |        |        |        |        |        |        |        |        |        |        |        |        |        |        |        |        |        |        |        |        |        |        |        |        |        |        |        |
| Oslo                                                                              | Oslo               | Stams           | Stams           | punkty      | punkty      | punkty           | punkty           | punkty      | punkty      | punkty | punkty | punkty | punkty | punkty | punkty | punkty | punkty | punkty | punkty | punkty | punkty | punkty |        |        |        |        |        |        |        |        |        |        |        |        |        |        |        |        |        |
| 19                                                                                | 17                 | 30              | 35              | 27          | 27          | 27               | 27               | 27          | 27          | 27     | 27     | 27     | 27     | 27     | 27     | 27     | 27     | 27     | 27     | 27     | 27     | 27     |        |        |        |        |        |        |        |        |        |        |        |        |        |        |        |        |        |
| 2024                                                                              |                    |                 |                 |             |             |                  |                  |             |             |        |        |        |        |        |        |        |        |        |        |        |        |        |        |        |        |        |        |        |        |        |        |        |        |        |        |        |        |        |        |
| Hinterzarten HS109                                                                | Hinterzarten HS109 | Trondheim HS102 | Trondheim HS102 | Stams HS115 | Stams HS115 | Einsiedeln HS117 | Einsiedeln HS117 | Otepää HS97 | Otepää HS97 | punkty | punkty | punkty | punkty | punkty | punkty | punkty | punkty | punkty | punkty | punkty | punkty | punkty | punkty | punkty | punkty | punkty | punkty | punkty |        |        |        |        |        |        |        |        |        |        |        |
| 32                                                                                | 38                 | 46              | 47              | -           | -           | -                | -                | 15          | 14          | 34     | 34     | 34     | 34     | 34     | 34     | 34     | 34     | 34     | 34     | 34     | 34     | 34     | 34     | 34     | 34     | 34     | 34     | 34     |        |        |        |        |        |        |        |        |        |        |        |
| Legenda                                                                           |                    |                 |                 |             |             |                  |                  |             |             |        |        |        |        |        |        |        |        |        |        |        |        |        |        |        |        |        |        |        |        |        |        |        |        |        |        |        |        |        |        |
| 1 2 3 4-10 11-30 poniżej 30 dq – dyskwalifikacja - – zawodniczka nie wystartowała |                    |                 |                 |             |             |                  |                  |             |             |        |        |        |        |        |        |        |        |        |        |        |        |        |        |        |        |        |        |        |        |        |        |        |        |        |        |        |        |        |        |

## Puchar Kontynentalny

### Miejsca w klasyfikacji generalnej
| Sezon     | Miejsce |
| --------- | ------- |
| 2020/2021 | 29.     |

### Miejsca w poszczególnych konkursachPucharu Kontynentalnego
| Źródło                                                                            | Źródło      | Źródło    | Źródło    | Źródło   | Źródło   | Źródło    | Źródło    | Źródło     | Źródło     | Źródło    | Źródło    | Źródło   | Źródło   | Źródło      | Źródło      | Źródło | Źródło | Źródło | Źródło | Źródło | Źródło | Źródło | Źródło | Źródło | Źródło | Źródło | Źródło | Źródło | Źródło | Źródło | Źródło | Źródło | Źródło | Źródło | Źródło | Źródło | Źródło | Źródło | Źródło |
| --------------------------------------------------------------------------------- | ----------- | --------- | --------- | -------- | -------- | --------- | --------- | ---------- | ---------- | --------- | --------- | -------- | -------- | ----------- | ----------- | ------ | ------ | ------ | ------ | ------ | ------ | ------ | ------ | ------ | ------ | ------ | ------ | ------ | ------ | ------ | ------ | ------ | ------ | ------ | ------ | ------ | ------ | ------ | ------ |
| Sezon 2020/2021                                                                   |             |           |           |          |          |           |           |            |            |           |           |          |          |             |             |        |        |        |        |        |        |        |        |        |        |        |        |        |        |        |        |        |        |        |        |        |        |        |        |
| Brotterode                                                                        | Brotterode  | punkty    | punkty    | punkty   | punkty   | punkty    | punkty    | punkty     | punkty     | punkty    | punkty    | punkty   | punkty   | punkty      | punkty      | punkty | punkty | punkty | punkty | punkty |        |        |        |        |        |        |        |        |        |        |        |        |        |        |        |        |        |        |        |
| 26                                                                                | 28          | 8         | 8         | 8        | 8        | 8         | 8         | 8          | 8          | 8         | 8         | 8        | 8        | 8           | 8           | 8      | 8      | 8      | 8      | 8      |        |        |        |        |        |        |        |        |        |        |        |        |        |        |        |        |        |        |        |
| Sezon 2021/2022                                                                   |             |           |           |          |          |           |           |            |            |           |           |          |          |             |             |        |        |        |        |        |        |        |        |        |        |        |        |        |        |        |        |        |        |        |        |        |        |        |        |
| Zhangjiakou                                                                       | Zhangjiakou | Vikersund | Vikersund | Notodden | Notodden | Innsbruck | Innsbruck | Brotterode | Brotterode | Park City | Park City | Whistler | Whistler | Lake Placid | Lake Placid | punkty | punkty | punkty | punkty | punkty | punkty | punkty | punkty | punkty | punkty | punkty | punkty | punkty | punkty | punkty | punkty | punkty | punkty | punkty |        |        |        |        |        |
| -                                                                                 | -           | -         | -         | -        | -        | 37        | 40        | 39         | 43         | -         | -         | -        | -        | -           | -           | 0      | 0      | 0      | 0      | 0      | 0      | 0      | 0      | 0      | 0      | 0      | 0      | 0      | 0      | 0      | 0      | 0      | 0      | 0      |        |        |        |        |        |
| Legenda                                                                           |             |           |           |          |          |           |           |            |            |           |           |          |          |             |             |        |        |        |        |        |        |        |        |        |        |        |        |        |        |        |        |        |        |        |        |        |        |        |        |
| 1 2 3 4-10 11-30 poniżej 30 dq – dyskwalifikacja - – zawodniczka nie wystartowała |             |           |           |          |          |           |           |            |            |           |           |          |          |             |             |        |        |        |        |        |        |        |        |        |        |        |        |        |        |        |        |        |        |        |        |        |        |        |        |

## Letni Puchar Kontynentalny

### Miejsca w klasyfikacji generalnej
| Sezon | Miejsce |
| ----- | ------- |
| 2019  | 56.     |
| 2021  | 42.     |

### Miejsca w poszczególnych konkursachLetniego Pucharu Kontynentalnego
| Źródło                                                                            | Źródło      | Źródło  | Źródło  | Źródło      | Źródło | Źródło | Źródło | Źródło | Źródło | Źródło | Źródło | Źródło | Źródło | Źródło | Źródło | Źródło | Źródło | Źródło | Źródło | Źródło | Źródło | Źródło | Źródło | Źródło | Źródło | Źródło |
| --------------------------------------------------------------------------------- | ----------- | ------- | ------- | ----------- | ------ | ------ | ------ | ------ | ------ | ------ | ------ | ------ | ------ | ------ | ------ | ------ | ------ | ------ | ------ | ------ | ------ | ------ | ------ | ------ | ------ | ------ |
| 2019                                                                              |             |         |         |             |        |        |        |        |        |        |        |        |        |        |        |        |        |        |        |        |        |        |        |        |        |        |
| Szczuczyńsk                                                                       | Szczuczyńsk | Szczyrk | Szczyrk | Lillehammer | Stams  | Stams  | punkty |        |        |        |        |        |        |        |        |        |        |        |        |        |        |        |        |        |        |        |
| 16                                                                                | 16          | 46      | 46      | -           | -      | -      | 30     |        |        |        |        |        |        |        |        |        |        |        |        |        |        |        |        |        |        |        |
| 2021                                                                              |             |         |         |             |        |        |        |        |        |        |        |        |        |        |        |        |        |        |        |        |        |        |        |        |        |        |
| Kuopio                                                                            | Kuopio      | Râșnov  | Râșnov  | Oslo        | Oslo   | punkty | punkty | punkty | punkty | punkty | punkty | punkty | punkty | punkty | punkty | punkty | punkty | punkty | punkty | punkty | punkty | punkty | punkty | punkty |        |        |
| -                                                                                 | -           | 15      | 21      | 34          | 30     | 27     | 27     | 27     | 27     | 27     | 27     | 27     | 27     | 27     | 27     | 27     | 27     | 27     | 27     | 27     | 27     | 27     | 27     | 27     |        |        |
| Legenda                                                                           |             |         |         |             |        |        |        |        |        |        |        |        |        |        |        |        |        |        |        |        |        |        |        |        |        |        |
| 1 2 3 4-10 11-30 poniżej 30 dq – dyskwalifikacja - – zawodniczka nie wystartowała |             |         |         |             |        |        |        |        |        |        |        |        |        |        |        |        |        |        |        |        |        |        |        |        |        |        |

## FIS Cup

### Miejsca w klasyfikacji generalnej
| Sezon     | Miejsce |
| --------- | ------- |
| 2016/2017 | 61.     |
| 2017/2018 | 85.     |
| 2018/2019 | 78.     |
| 2019/2020 | 40.     |
| 2020/2021 | 59.     |
| 2021/2022 | 80.     |
| 2022/2023 | 48.     |

### Miejsca w poszczególnych konkursachFIS Cupu
| Źródło                                                                            | Źródło     | Źródło      | Źródło      | Źródło     | Źródło     | Źródło       | Źródło       | Źródło    | Źródło    | Źródło         | Źródło         | Źródło    | Źródło    | Źródło     | Źródło     | Źródło   | Źródło  | Źródło  | Źródło  | Źródło  | Źródło | Źródło | Źródło | Źródło | Źródło | Źródło | Źródło | Źródło | Źródło | Źródło | Źródło | Źródło | Źródło | Źródło | Źródło | Źródło | Źródło | Źródło | Źródło |
| --------------------------------------------------------------------------------- | ---------- | ----------- | ----------- | ---------- | ---------- | ------------ | ------------ | --------- | --------- | -------------- | -------------- | --------- | --------- | ---------- | ---------- | -------- | ------- | ------- | ------- | ------- | ------ | ------ | ------ | ------ | ------ | ------ | ------ | ------ | ------ | ------ | ------ | ------ | ------ | ------ | ------ | ------ | ------ | ------ | ------ |
| Sezon 2016/2017                                                                   |            |             |             |            |            |              |              |           |           |                |                |           |           |            |            |          |         |         |         |         |        |        |        |        |        |        |        |        |        |        |        |        |        |        |        |        |        |        |        |
| Villach                                                                           | Villach    | Szczyrk     | Szczyrk     | Einsiedeln | Einsiedeln | Hinterzarten | Hinterzarten | Râșnov    | Râșnov    | Notodden       | punkty         | punkty    | punkty    | punkty     | punkty     | punkty   | punkty  | punkty  | punkty  | punkty  | punkty | punkty | punkty | punkty | punkty | punkty | punkty | punkty | punkty |        |        |        |        |        |        |        |        |        |        |
| -                                                                                 | -          | -           | -           | -          | -          | -            | -            | 13        | 14        | -              | 38             | 38        | 38        | 38         | 38         | 38       | 38      | 38      | 38      | 38      | 38     | 38     | 38     | 38     | 38     | 38     | 38     | 38     | 38     |        |        |        |        |        |        |        |        |        |        |
| Sezon 2017/2018                                                                   |            |             |             |            |            |              |              |           |           |                |                |           |           |            |            |          |         |         |         |         |        |        |        |        |        |        |        |        |        |        |        |        |        |        |        |        |        |        |        |
| Villach                                                                           | Villach    | Kandersteg  | Kandersteg  | Râșnov     | Râșnov     | Whistler     | Whistler     | Rastbüchl | Rastbüchl | Villach        | Villach        | Falun     | punkty    | punkty     | punkty     | punkty   | punkty  | punkty  | punkty  | punkty  | punkty | punkty | punkty | punkty | punkty | punkty | punkty | punkty | punkty | punkty | punkty |        |        |        |        |        |        |        |        |
| -                                                                                 | -          | -           | -           | 20         | 19         | -            | -            | -         | -         | -              | -              | -         | 23        | 23         | 23         | 23       | 23      | 23      | 23      | 23      | 23     | 23     | 23     | 23     | 23     | 23     | 23     | 23     | 23     | 23     | 23     |        |        |        |        |        |        |        |        |
| Sezon 2018/2019                                                                   |            |             |             |            |            |              |              |           |           |                |                |           |           |            |            |          |         |         |         |         |        |        |        |        |        |        |        |        |        |        |        |        |        |        |        |        |        |        |        |
| Villach                                                                           | Villach    | Szczyrk     | Szczyrk     | Râșnov     | Râșnov     | Park City    | Park City    | Rastbüchl | Rastbüchl | Villach        | Villach        | punkty    | punkty    | punkty     | punkty     | punkty   | punkty  | punkty  | punkty  | punkty  | punkty | punkty | punkty | punkty | punkty | punkty | punkty | punkty | punkty | punkty |        |        |        |        |        |        |        |        |        |
| -                                                                                 | -          | 31          | 31          | 23         | 22         | -            | -            | -         | -         | -              | -              | 17        | 17        | 17         | 17         | 17       | 17      | 17      | 17      | 17      | 17     | 17     | 17     | 17     | 17     | 17     | 17     | 17     | 17     | 17     |        |        |        |        |        |        |        |        |        |
| Sezon 2019/2020                                                                   |            |             |             |            |            |              |              |           |           |                |                |           |           |            |            |          |         |         |         |         |        |        |        |        |        |        |        |        |        |        |        |        |        |        |        |        |        |        |        |
| Szczyrk                                                                           | Szczyrk    | Szczuczyńsk | Szczuczyńsk | Ljubno     | Ljubno     | Râșnov       | Râșnov       | Villach   | Villach   | Oberwiesenthal | Oberwiesenthal | Rastbüchl | Rastbüchl | Villach    | Villach    | punkty   | punkty  | punkty  | punkty  | punkty  | punkty | punkty | punkty | punkty | punkty | punkty | punkty | punkty | punkty | punkty | punkty | punkty | punkty | punkty |        |        |        |        |        |
| 33                                                                                | 36         | 12          | 12          | -          | -          | 13           | 12           | -         | -         | 42             | 39             | -         | -         | 52         | 47         | 86       | 86      | 86      | 86      | 86      | 86     | 86     | 86     | 86     | 86     | 86     | 86     | 86     | 86     | 86     | 86     | 86     | 86     | 86     |        |        |        |        |        |
| Sezon 2020/2021                                                                   |            |             |             |            |            |              |              |           |           |                |                |           |           |            |            |          |         |         |         |         |        |        |        |        |        |        |        |        |        |        |        |        |        |        |        |        |        |        |        |
| Kandersteg                                                                        | Kandersteg | Szczyrk     | Szczyrk     | Villach    | Villach    | Oberhof      | Oberhof      | punkty    | punkty    | punkty         | punkty         | punkty    | punkty    | punkty     | punkty     | punkty   | punkty  | punkty  | punkty  | punkty  | punkty | punkty | punkty | punkty | punkty | punkty |        |        |        |        |        |        |        |        |        |        |        |        |        |
| -                                                                                 | -          | 24          | 25          | -          | -          | -            | -            | 13        | 13        | 13             | 13             | 13        | 13        | 13         | 13         | 13       | 13      | 13      | 13      | 13      | 13     | 13     | 13     | 13     | 13     | 13     |        |        |        |        |        |        |        |        |        |        |        |        |        |
| Sezon 2021/2022                                                                   |            |             |             |            |            |              |              |           |           |                |                |           |           |            |            |          |         |         |         |         |        |        |        |        |        |        |        |        |        |        |        |        |        |        |        |        |        |        |        |
| Otepää                                                                            | Otepää     | Kuopio      | Kuopio      | Gérardmer  | Gérardmer  | Einsiedeln   | Einsiedeln   | Ljubno    | Ljubno    | Villach        | Villach        | Falun     | Falun     | Kandersteg | Kandersteg | Zakopane | Villach | Villach | Oberhof | Oberhof | punkty | punkty | punkty | punkty | punkty | punkty | punkty | punkty | punkty | punkty | punkty | punkty | punkty | punkty | punkty | punkty | punkty | punkty | punkty |
| -                                                                                 | -          | -           | -           | -          | -          | -            | -            | -         | -         | -              | -              | -         | -         | -          | -          | -        | -       | -       | 7       | 12      | 58     | 58     | 58     | 58     | 58     | 58     | 58     | 58     | 58     | 58     | 58     | 58     | 58     | 58     | 58     | 58     | 58     | 58     | 58     |
| Sezon 2022/2023                                                                   |            |             |             |            |            |              |              |           |           |                |                |           |           |            |            |          |         |         |         |         |        |        |        |        |        |        |        |        |        |        |        |        |        |        |        |        |        |        |        |
| Szczyrk                                                                           | Szczyrk    | Einsiedeln  | Einsiedeln  | Kranj      | Kranj      | Villach      | Villach      | Szczyrk   | Szczyrk   | Villach        | Villach        | Oberhof   | Oberhof   | punkty     | punkty     | punkty   | punkty  | punkty  | punkty  | punkty  | punkty | punkty | punkty | punkty | punkty | punkty | punkty | punkty | punkty | punkty | punkty | punkty |        |        |        |        |        |        |        |
| 24                                                                                | 16         | -           | -           | -          | -          | -            | -            | 15        | 14        | 28             | 28             | -         | -         | 62         | 62         | 62       | 62      | 62      | 62      | 62      | 62     | 62     | 62     | 62     | 62     | 62     | 62     | 62     | 62     | 62     | 62     | 62     |        |        |        |        |        |        |        |
| Legenda                                                                           |            |             |             |            |            |              |              |           |           |                |                |           |           |            |            |          |         |         |         |         |        |        |        |        |        |        |        |        |        |        |        |        |        |        |        |        |        |        |        |
| 1 2 3 4-10 11-30 poniżej 30 dq – dyskwalifikacja - – zawodniczka nie wystartowała |            |             |             |            |            |              |              |           |           |                |                |           |           |            |            |          |         |         |         |         |        |        |        |        |        |        |        |        |        |        |        |        |        |        |        |        |        |        |        |